# دوور (ایلینوی)
دوور (به انگلیسی: Dover) یک منطقهٔ مسکونی در ایالات متحده آمریکا است که در ایلینوی واقع شده‌است. دوور ۱۳۵ نفر جمعیت دارد و ۲۲۵٫۸۶ متر بالاتر از سطح دریا واقع شده‌است.